# Заліська сільська рада (Кобринський район)
Заліська сільська́ ра́да (біл. Залескі сельсавет) — адміністративно-територіальна одиниця у складі Кобринського району Берестейської області Білорусі. Адміністративний центр — село Залісся.

## Склад
Населені пункти, що підпорядковувалися сільській раді станом на 2009 рік:
| Населений пункт | Тип  | Населення, осіб (2009) |
| --------------- | ---- | ---------------------- |
| Бистриця        | село | 719                    |
| Девятки         | село | 1                      |
| Закросниця      | село | 242                    |
| Залісся         | село | 749                    |
| Павлово         | село | 1                      |
| Прилуки Малі    | село | 13                     |
| Рачки           | село | 8                      |
| Селець          | село | 213                    |
| Турна           | село | 33                     |

## Населення
За переписом населення Білорусі 2009 року чисельність населення сільської ради становила 1979 осіб.

### Національність
Розподіл населення за рідною національністю за даними перепису 2009 року:
| Національність                | Осіб | Відсоток |
| ----------------------------- | ---- | -------- |
| білоруси                      | 1700 | 85,90 %  |
| росіяни                       | 139  | 7,02 %   |
| українці                      | 108  | 5,46 %   |
| поляки                        | 16   | 0,81 %   |
| національність не вказана     | 6    | 0,30 %   |
| національність не повідомлена | 4    | 0,20 %   |
| німці                         | 2    | 0,10 %   |
| татари                        | 1    | 0,05 %   |
| азербайджанці                 | 1    | 0,05 %   |
| молдовани                     | 1    | 0,05 %   |
| мордва                        | 1    | 0,05 %   |
| Разом                         | 1979 | 100 %    |